# Guadalupe Victoria, Santa María Teopoxco
Guadalupe Victoria är en ort i Mexiko.   Den ligger i kommunen Santa María Teopoxco och delstaten Oaxaca, i den sydöstra delen av landet, 270 km sydost om huvudstaden Mexico City. Guadalupe Victoria ligger 1 832 meter över havet och antalet invånare är 223.
Terrängen runt Guadalupe Victoria är kuperad åt nordost, men åt sydväst är den bergig. Terrängen runt Guadalupe Victoria sluttar österut. Runt Guadalupe Victoria är det ganska tätbefolkat, med 144 invånare per kvadratkilometer. Närmaste större samhälle är San Gabriel Casa Blanca, 19,3 km väster om Guadalupe Victoria. Omgivningarna runt Guadalupe Victoria är en mosaik av jordbruksmark och naturlig växtlighet.